# Доггерленд

Гіпотетична мапа Доггерленду. На півдні позначений сухопутний міст між Англією і Континентальною Європою

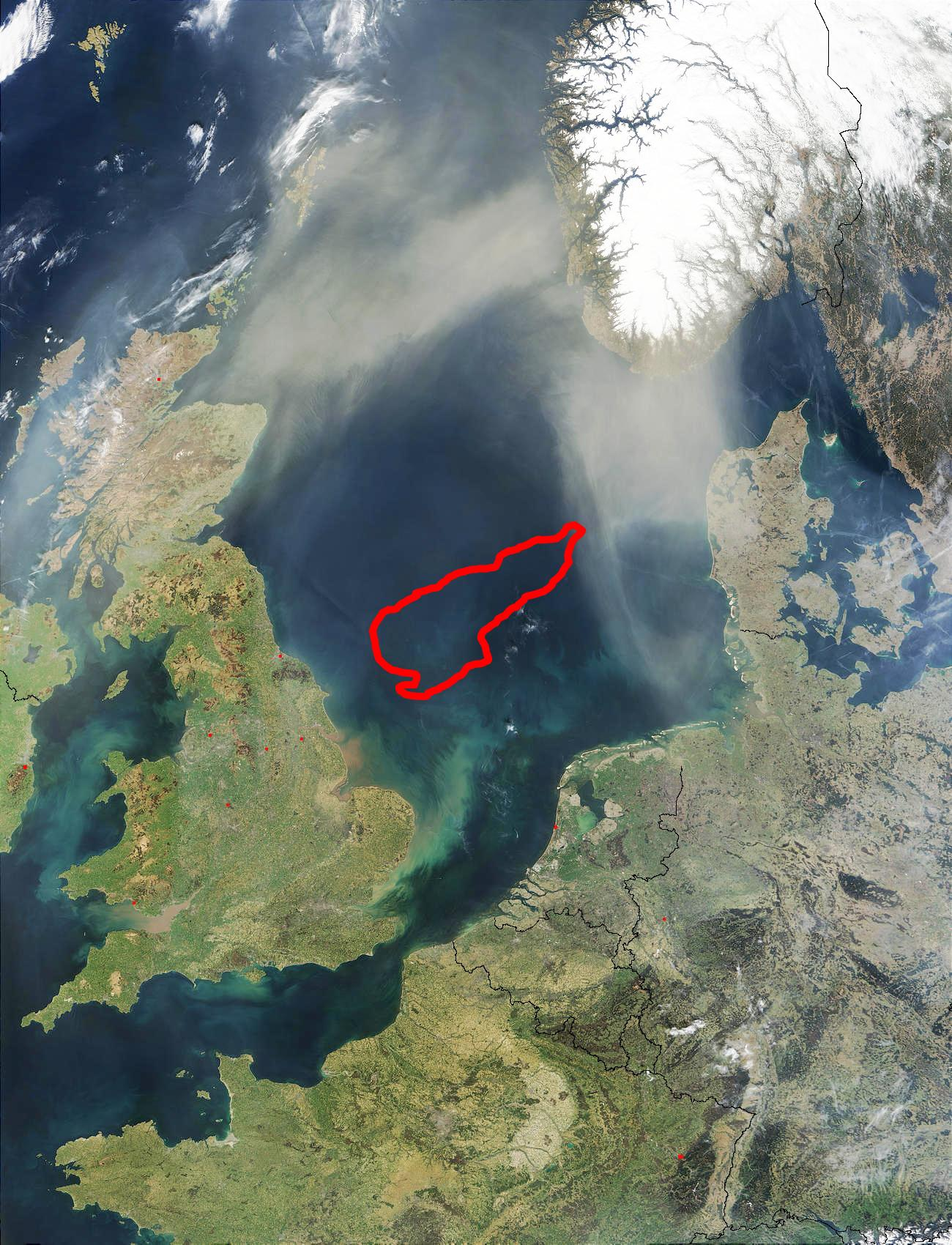
Червоною лінією обмежена Доггер-банка, за часів мезоліту

52° пн. ш. 3° сх. д. / 52° пн. ш. 3° сх. д.
Доггерленд (англ. Doggerland) — сухопутний міст, назва, що дана геологами колишньому суходолу в південній частині Північного моря, який пов'язував острів Велика Британія і континентальну частину Європи під час останнього льодовикового періоду. Геологічні дослідження твердять, що суходіл Доггерланду простягався від східного узбережжя Британії до сьогоденного узбережжя Нідерландів, і до західного узбережжя Німеччини і Данії.
Мав площу близько 23 тис. км²
Мореплавцям цей затоплений терен відомий як Доггер-банка. Рибалки неодноразово діставали з дна кістки левів, мамутів і доісторичні інструменти.

## Утворення
До початку першого льодовикового періоду, під час плейстоцен — голоценової льодовикової ери, Рейн прямував далі на північ через дно сьогоденного Північного моря, яке в той час було суходолом. Вважається, що відкладення кайнозойського мулу в Східній Англії — це річище старого русла Рейну (існувало приблизно 65 мільйонів років тому). Площа Вельду була вдвічі більша, і займала протоку Па-де-Кале; сучасний Булонь є залишком східного краю цієї області.
При зіткненні двох льодовиків, Скандинавського і Шотландського, була утворена велетенська льодовикова гребля, перед нею утворилося велике передльодовикове озеро куди мали стік річки більшої частини Північної Європи та Балтії, Балтійська річкова система та вода від танення льодовика. Врешті-решт вода перехлинула через антикліналь Вельд-Артуа в протоку Ла-Манш, утворивши глибокий прохід, який з часом став протокою Па-де-Кале.
Під час останнього льодовикового періоду (100 000-12 000 тому) — рівень моря був приблизно на 120 м нижче сьогоденного, більша частина Північного моря та протоки Ла-Манш були рівнинною тундрою. Море відступило від Західного узбережжя Європи на відстань до 600 км.
Глибини морського дна свідчать про те, що після Першої Льодовикової ери вододіл між Північним морем і протокою Ла-Манш прямував східніше Східної Англії потім на південний схід на Хук-ван-Холланд, а не через протоку Па-де-Кале, Темза, Сена і Рейн зливались і прямували сухим дном Ла-Маншу до впадіння в Атлантичний океан.

## Затоплення
Наприкінці останнього льодовикового періоду (12 000 років тому) рівень моря був на 60 м нижчим сьогоденного. Надалі рівень океану пережив період трансгресії, затоплюючи суходіл. 9850–7100 років тому була затоплена льодовикова долина Ельби. Південна частина Північного моря — між Доггер-банкою та Ла-Маншем — містила озеро, що дренувало північні річки Європи і талі води льодовика. Подальше підвищення рівня океану призвело до затоплення Доггерланду водами Північного моря, відрізаючи колишній Британський півострів від континентальної Європи. Доггер-банка була височиною Доггерланду. Але є свідчення, що південь дна Північного моря не відповідає загальній топографії Доггерланду.
Подальші трансгресії (Фландрійська і Дюнкерська) і регресії моря сформували сьогоденні обриси узбережжя і Ваденське море.